# Бєлозьорова Лідія Олексіївна
Лідія Олексіївна Бєлозьорова (до шлюбу Вакула; 31 березня 1945, Херсон, Українська РСР — 15 лютого 2022) — українська акторка театру і кіно, народна артистка України (1993).

## Біографія
В 1968 році закінчила Київський державний інститут театрального мистецтва ім. І. Карпенка-Карого (курс професора Леоніда Олійника).
З 1964 року — акторка Херсонського музично-драматичного театру.
У 1968—1969 роках — акторка Рівненського обласного українського драматичного театру.
У 1969—1972 роках — акторка Львівського українського драматичного театру ім. М. Заньковецької.
З 1972 року — акторка Вінницького обласного музично-драматичного театру ім. М. Садовського. На сцені Вінницького театру зіграла понад 100 ролей.
15 лютого 2022 року закінчилось життя акторки, про це повідомив Вінницький обласний музично-драматичний театр ім. М. Садовського.

## Театральні роботи
- Одарка («Запорожець за Дунаєм»)
- Наталка Полтавка («Наталка Полтавка»)
- Марія («Дванадцята ніч»)
- дружина Тев'є («Поминальна молитва»)
- Баядера («Баядера»)
- Мірандоліна («Мірандоліна»)
- Ханума («Ханума»)
- Любов Хведоровна («Мазепа»)
- Бобренчиха («Маруся Чурай»)
- Памела («Дорога Памела»)
- Бернарда Альба («Дім Бернарди Альби»)
- Марія Василівна («Дядя Ваня»)
- Марселіна («Божевільний день, або Одруження Фігаро»)
- «Осіння мелодія»
- Дульська («Мораль пані Дульської»)

## Ролі в кіно
- 1971 — Веселі Жабокричі (реж. Віктор Іванов) — Парася
- 1972 — Пропала грамота (реж. Борис Івченко) — дружина Василя, Відьма, Імператриця
- 1973 — Дід лівого крайнього (реж. Леонід Осика) — епізод
- 1975 — Прості турботи (реж. Ісаак Шмарук) — Таїсія
- 2005 — Повернення Мухтара-2 / Собака.ru | 9 серія (реж. Володимир Златоустовський) — сусідка Ігора
- 2007 — Повернення Мухтара-4 / Кінозірка | 3 серія (реж. Володимир Златоустовський) — Анастасія Сергіївна

## Нагороди
- Орден княгині Ольги 3-го ступеня
- 1993 — Народна артистка України
- 2001 — Премія імені Миколи Зарудного
- Літературно-мистецька премія «Кришталева вишня» (2021)[2]